# محمد النخجواني
محمد بن هندشاه النخجواني (ارزدهر ق. 1287– ق. 1290 وتُوفي بعد عام 1366 م) لُقب بـ(شمسي منشي)، كان مؤلفًا في القرن الرابع عشر للعديد من الأعمال المكتوبة باللغة الفارسية. غالبًا ما يتم الخلط بينه وبين والده هندشاه النخجواني، الذي كتب بشكل ملحوظ السجل التاريخي تجارب السلف، وهو ترجمة وتعديل لكتاب الفخري، الذي كتبه في الأصل باللغة العربية ابن الطقطقي (توفي عام 1310).

## حياة
حياة النخجواني غامضة. كان ابن هندشاه بن سنجر النخجواني، إن اسم سنجر ربما يشير إلى أصل تركي، في حين أن نسبة النخجواني تشير إلى ارتباطه بمدينة نخجوان في شرق القوقاز. ومن المعروف أن النخجواني كتب معجمًا فارسيًا باسم "صحاح الفروس" لرئيسه رجل الدولة الفارسي غياث الدين محمد، ابن وزير الإيلخانات المتميز رشيد الدين الهمداني (توفي عام 1318 م). ربما كتب أيضًا قاموسًا فارسيًا آخر يحتوي على توضيحات بين السطور مذكورة باللغة التركية.
وبتوجيه من غياث الدين محمد، بدأ النخجواني في كتابة الدليل الإداري لدستور الكاتب في تعيين المراتب، والذي أكمله في 19 أيار 1360. تمت كتابته في البداية للحاكم الإيلخاني الأخير أبو سعيد بهادر خان (حكم. 1316-1335 م)، وقد تم تخصيصه للحاكم الجلائري للعراق العربي وأذربيجان، الشيخ أويس الجلاير (حكم. 1356–1374 م). على أية حال، فإن النخجواني يشيد بكلا الحاكمين في العمل، ويصور الشيخ أويس باعتباره الخليفة الشرعي للإيلخانية. كما جرت محاولات مماثلة لربط الجلايريين بالإيلخانات من شخصيات جلايرية بارزة أخرى، مثل المؤرخ أبو بكر القطبي الأهري، والشاعرين سلمان ساواجي (توفي عام 1376) ونور الدين الأزداري.
يحتوي دستور الكاتب على معلومات قيمة عن إدارة مملكة الإلخانات، وكذلك الأيديولوجية السياسية للجلايريين. ومن الألقاب التي يطلقها النخجواني على الشيخ أويس في مؤلفه هو اللقب الملكي الفارسي شاهنشاه (ملك الملوك). كما أنه يذكر عدة مرات مفهوم إيران ككيان سياسي إسلامي.